# Jack Vance
Jack Vance, vlastním jménem John Holbrook Vance (29. srpna 1916, San Francisco, Kalifornie – 26. května 2013, Oakland, Kalifornie) byl americký důlní inženýr, fyzik, scenárista a spisovatel science fiction, fantasy a detektivních příběhů. Počátky jeho tvorby jsou spojeny s tzv. Zlatým věkem science fiction.

## Život
Narodil se roku 1916 jako třetí z pěti dětí v San Franciscu, kde prožil většinu života. Mnoho času také strávil na ranči svého dědečka, prominentního právníka, poblíž Oakley v deltě řeky Sacramento a získal zde lásku k přírodě. Byl rovněž velký čtenář a měl zájem o fantastickou literaturu. Když dědeček zemřel a rodina se během Velké hospodářské krize dostala na mizinu, Vance prošel několika zaměstnáními (např. hotelový portýr, česač ovoce, bagrista a další). Roku 1937 mu malé stipendium umožnilo začít studovat na Kalifornské univerzitě v Berkeley důlní inženýrství, fyziku a také žurnalistiku.

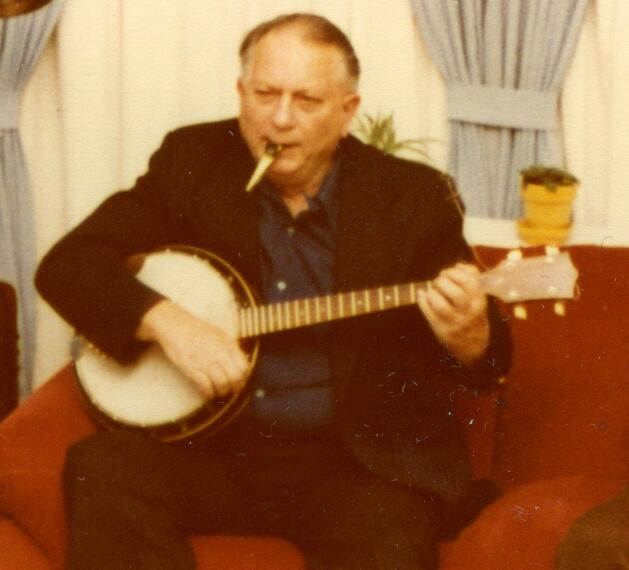
Jack Vance roku 1979

Roku 1941 odešel na čas z univerzity a pracoval jako elektrikář v loděnicích v Pearl Harbor. Havaj opustil šest týdnů před japonským útokem. Vrátil se ke studiu a ukončil jej roku 1942. Pro slabý zrak nebyl odveden a sloužil v obchodním loďstvu. Roku 1946 se oženil s Normou Ingoldovou, se kterou měl syna Johna, a přestěhoval se do Oaklandu. Roku 1950 vydal vynikající fantasy knihu The Dying Earth (Umírající Země) založenou na povídkách napsaných ve čtyřicátých letech převážně při službě na moři. V následujících desetiletích vydal desítky povídek a románů, často seřazených do cyklů.
Roku 1980 mu byl diagnostikován glaukom, operace očí nedopadla dobře a Vance přišel o zrak. S manželčinou pomocí a posléze se speciálně upraveným displayem počítače pokračoval v psaní, roku 2009 vydal svou autobiografii This is Me, Jack Vance!, ale především se soustředil na revize a rozšiřování svých dřívějších příběhů. Zemřel roku 2013 ve svém domě v Oaklandu.
Jack Vance patří k předním spisovatelům žánru space opery. Jeho dílo, bořící pomyslnou zeď mezi science fiction a fantasy, se vyznačuje silnou imaginací a velkou pozorností k problémům sociologie a antropologie. Ústředním tématem je pro něho život na jiných planetách a zobrazování podivuhodných a exotických společenských formací. Kromě sci-fi a fantasy je Vance také autorem řady detektivních příběhů, z nichž tři napsal pod pseudonymem Ellery Queen, a čtyř scénářů k sci-fi televiznímu seriálu Captain Video and His Video Rangers.

## Dílo

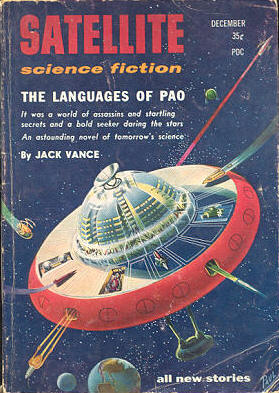
Obálka časopisu Sateliste Science Fiction z roku 1957 s autorovým románem The Languages of Pao.

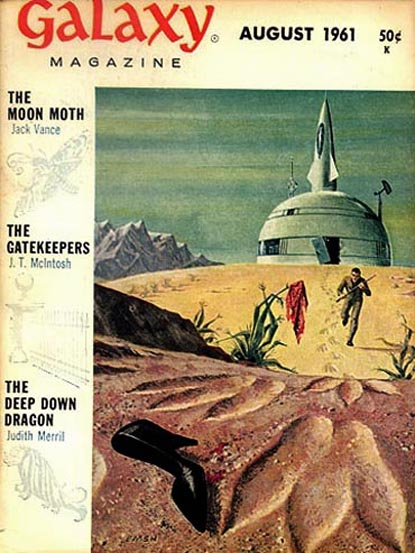
Obálka magazínu Galaxy z roku 1961 s autorovou povídkou The Moon Moth.

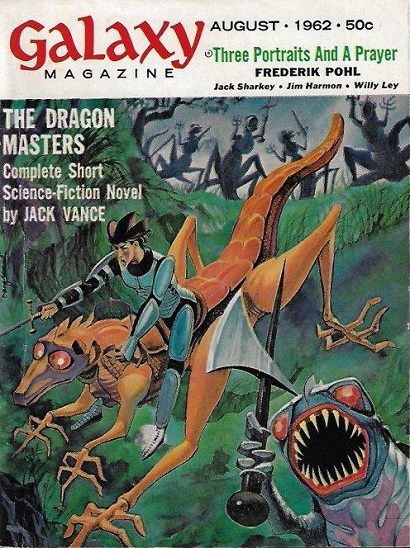
Obálka magazínu Galaxy z roku 1962 s autorovou novelou The Dragon Masters.

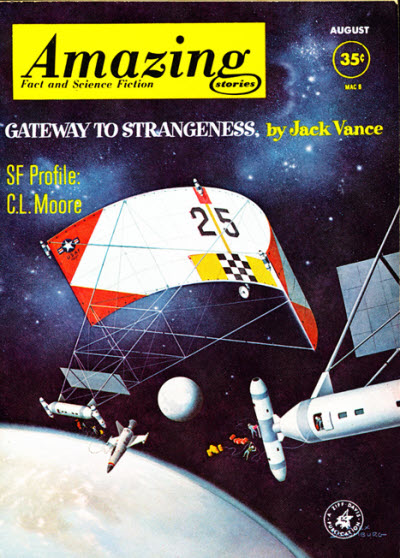
Obálka časopisu Amazing Stories z roku 1962 s autorovou povídkou Gateway to Strangeness.

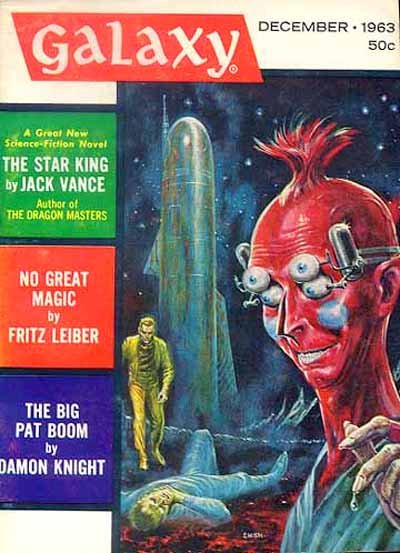
Obálka magazínu Galaxy z roku 1963 s autorovým románem The Star King.

### Povídky a novely (výběr)
- The World-Thinker (1945).
- Planet of the Black Dust (1946).
- Phalid's Fate (1946).
- I'll Build Your Dream Castle (1947).
- The Potters of Firsk (1950).
- Ultimate Quest (1950), jako John Holbrook.
- The New Prime (1951, Nový mistr).
- Sail 25 (1952, Solární plachetnice 25).
- Abercrombie Station (1952, Stanice Abercrombie).
- The Miracle-Workers (1958, Divotvůrci).
- Ullward's Retreat (1958, Ullwardovo soukromí).
- Dodkin's Job (1959, Dodkinovo zaměstnání)
- The Moon Moth (1961, Měsíční motýl), česky též jako Měsíční můra.
- The Dragon Masters (1962, Vládcové draků), česky též jako Učitelé draků, novela, fantastický příběh o střetnutí poslední lidské civilizace na Zemi s vesmírným nepřítelem.
- Gateway to Strangeness (1962).
- The Last Castle (1966, Poslední hrad), novela.
- Rumfuddle (1973, Mejdan).
- The Seventeen Virgins (1974).

### Fantasy cyklus Dying Earth
Fantasy cyklus Dying Earth (Umírající Země) se odehrává v nedefinované daleké budoucnosti Země, kdy se Slunce blíží ke konci svého života a na Zemi existuje mnoho podivných rostlin a živočichů. Lidská populace se zmenšuje a většina lidí žije ve zbylých zříceninách dávno postavených staveb. Hranice mezi vědou a magií je nerozeznatelná a kouzelníci patří mezi nejvýznamnější lidi. Skládá se ze čtyř částí:
- Dying Earth (1950, Umírající Země), sbírka souvisejících povídek založených na příbězích napsaných ve čtyřicátých letech převážně při službě na moři: Turjan of Miir, Mazirian the Magician (Mazirian), T'sais, The Loom of Darkness (Nástrahy temnot), Ulan Dhor Ends a Dream a Guyal of Sfere (Guyal ze Sfere).
- The Eyes of the Overworld (1966), román.
- Cugel's Saga (1983), román.
- Rhialto the Marvellous (1984), sbírka povídek. Obsahuje předmluvu a povídky The Murthe (1984), Fader's Waft (1984) a Morreion (1973).

Kompletní vydání cyklu pod názvem The Compleat Dying Earth je z roku 1999.

### Nopalgarth
Jde o trilogii sci-fi novel Son of the Tree (1951), The Houses of Iszm (1954) a The Brains of Earth (1966). Společné vydání trilogie pod názvem Nopalgarth: Three Complete Novels je z roku 1980. Trilogie popisuje světy, kde jsou stromy obdařené zvláštními silami a stojí v centru společnosti.

### Durdanský cyklus
Sci-fi trilogie odehrávající se na planetě Durdane v království Anome a popisující boj proti vesmírným vetřelcům zvaným Asutra.
- The Anome (Anome), časopisecky roku 1971 jako The Faceless Man, knižně roku 1973.
- The Brave Free Men (Stateční svobodní muži), časopisecky roku 1972, knižně roku 1973.
- The Asutra (Asutra), časopisecky roku 1973, knižně roku 1974.

Společné vydání pod názvem Durdane je z roku 1989.

### Gaean Reach
Gaean Reach je označení fiktivní části vesmíru, ve které se odehrává děj mnoha Vancových příběhů. Zahrnuje tu část galaxie, ve které jsou světy kolonizované lidmi. Některé z těchto světů jsou moderní civilizace, jiné, obývané různými ztracenými existencemi, klesly do fáze feudalismu. Jméno oblasti je odvozeno od pojmu Gaia (Gaea), které je v řecké mytologii zosobněním Země, a od slova reach, které v angličtině mimo jiné znamená rozkládat se. Odehrávají se zde tyto příběhy:
- cyklus Demon Princes (Démoničtí princové): The Star King (časopisecky 1963, knižně 1964, Hvězdný král), The Killing Machine (1964, Vraždící stroj), The Palace of Love (1967, Palác lásky), The Face (1979), The Book of Dreams (1981, Kniha snů). Souborné vydání pod názvem The Demon Princes je z roku 1998. Cyklus vypráví příběhy muže, který se chce pomstít pěti zločincům, známým pod označením Démoničtí princové, kteří částečně zotročili a částečně zmasakroval obyvatele jeho vesnice, když byl ještě chlapec.
- trilogie Alastor Cluster (Hvězdokupa Alastor): Trullion: Alastor 2262 (1973), Marune: Alastor 933 (1975). Wyst: Alastor 1716 (1978).
- The Gray Prince, časopisecky roku 1974 jako The Domains of Koryphon, knižně 1975.
- Maske: Thaery (1976).
- trilogie Cadwal Chronicles: Araminta Station (1987), Ecce and Old Earth (1991), Throy (1992).
- Night Lamp (1996).
- Ports of Call (1998).
- Lurulu (2004), pokračování románu Ports of Call.

### Planet of Adventure
Planet of Adventure (Planeta dobrodružství) je románová sci-fi tetralogie popisující dobrodružství Adama Reitha, který jako jediný přežil zničení pozemské kosmické lodi, která letěla vyšetřit signál ze vzdálené planety Tschai, obývané třemi vzájemně nepřátelskými živočišnými druhy. Tetralogie se skládá z románů City of the Chasch (1968, Město Chaš), Servants of the Wankh (1969, Služebníci Wankhu), The Dirdir (1969) a The Pnume (1970). Společné vydání tetralogie pod názvem Planet of Adventure je z roku 1985.

### Fantasy trilogie Lyonesse
Románová fantasy trilogie Lionesse se odehrává v království Lionesse na dnes již do vod Atlantského oceánu ponořených Starých ostrovech ležících mezi Vekou Británií a Španělskem časově asi dvě generace před narozením krále Artuše. Skládá se z románů Lyonesse (1983), The Green Pearl (1985, Zelená perla) a Madouc (1989). Společné vydání trilogie pod názvem The Complete Lyonesse je z roku 2010.

### Další romány
- Five Gold Bands (1950, Pět zlatých kruhů), roku 1953 jako The Space Pirate. V románu se vesmírný dobrodruh, pozemšťan Paddy Blackthorn snaží ukrást pro Zemi tajemství kosmického pohonu. Narazí přitom ale na mnohem větší tajemství.
- Vandals of the Void (1953).
- Live Forever (1956).
- Big Planet (1957, Velká planeta). Román se odehrává se na planetě ležící daleko od kolonizovaného vesmíru a jeho zákonů, na které se usadili fanatici, dobrodruzi a další ztracené existence.
- The Languages of Pao (Paoské jazyky), časopisecky 1957, knižně 1958, román založený na tzv. Sapir-Whorfově hypotéze, podle které je pojetí reálného světa vystavěno na jazykových zvyklostech konkrétní danée komunity.
- Slaves of the Klau (1958).
- Monsters in Orbit (1965).
- Space Opera (1965).
- The Blue World (1966, Modrý svět).
- Emphyrio (1969).
- Showboat World (1975), pokračování románu Big Planet

### Sbírky povídek (výběr)
- Future Tense (1964).
- The World Between and Other Stories (1965).
- The Many Worlds of Magnus Ridolph (1966), společné vydání satirických scifi povídek napsaných v letech 1948–1958, jejichž hrdinou je příslušník mezihvězdná policie Magnus Ridolf.
- Eight Fantasms and Magics (1969).
- The Best of Jack Vance (1976).
- The Dark Side of the Moon (1986).
- Golden Girl and Other Stories (2002).

### Detektivní knihy
- Take My Face (1957), jako Peter Held.
- Isle of Peril (1957), jako Alan Wade.
- The Man In the Cage (1960).
- The Four Johns (1964) jako Ellery Queen.
- A Room to Die In (1965), jako Ellery Queen.
- The Fox Valley Murders (1966).
- The Madman Theory (1966), jako Ellery Queen.
- The Pleasant Grove Murders (1967).
- The Deadly Isles (1969).
- Bad Ronald (1973).
- The View from Chickweed's Window (1979).
- The House on Lily Street (1979).
- The Dark Ocean (1985)
- Strange People, Queer Notions (1985).

### Autobiografie
- This is Me, Jack Vance! (2009).

## Ocenění
Za své dílo obdržel Jack Vance celou řadu cen:
- 1961 – Edgar Award za detektivní román The Man in the Cage.[7]
- 1963 – Hugo Award za povídku Vládcové draků.[8]
- 1967 – Hugo Award za noveletu Poslední hrad.[9]
- 1967 – Nebula Award za noveletu Poslední hrad.[10]
- 1975 – Jupiter Award za noveletu The Seventeen Virgins.[11]
- 1984 – World Fantasy Award za celoživotní dílo.[12]
- 1977 – japonská cena Seiun za nejlepší zahraniční dílo Vládcové draků.[13]
- 1990 – World Fantasy Award za román Lyonesse.[12]
- 1997 – Forry Award za celoživotní dílo.[14]
- 1997 – Damon Knight Memorial Grand Master Award (velmistr sci-fi).[15]
- 2001 – uvedení do Síně slávy science fiction a fantasy.[16]
- 2010 – Hugo Award za nejlepší knihu mimo beletrii This is Me, Jack Vance!.[17]

## Filmové adaptace
- Man in the Cage (1961), epizoda z amerického televizního seriálu Thriller, režie Gerald Mayer.
- Bad Ronald (1974), americký televizní film, režie Buzz Kulik.
- Méchant garçon (1992), francouzský film podle románu Bad Ronald, režie Charles Gassot.

## Česká vydání

### Samostatné povídky
- Dodkinovo zaměstnání, revue Světová literatura, ročník 1986, číslo 4.
- Mazirian, fanbook Ghul 2, Print Centrum 1990.
- Morreion, fanbook Ghul 3, Print Centrum 1991.
- Divotvůrci, antologie Magazín Poutník č. 9 – Anabis, Klub Julese Vernea, Praha 1995, přeložil Vladimír Kejval.
- Měsíční motýl, antologie To nejlepší ze SF roku 1961 (Návrat, Brno 1995, přeložil Filip Hynek) a antologir Síň slávy mistrů SF II C, (Baronet, Praha 2011, přeložil Petr Kotrle).
- Poslední hrad, antologie Hugo Story II: 1962 – 1967, Winston Smith, Praha 1995, přeložili Jana Mikuláštíková a Romana Prouzová.
- Vládcové draků, antologie Hugo Story II: 1962 – 1967, Winston Smith, Praha 1995, přeložil Tomáš Votava.
- Nový mistr, antologie Staré dobré kusy, Laser, Plzeň 2002, přeložil Robert Čapek.
- Nástrahy temnot, antologie Síň slávy mistrů fantasy I, Baronet, Praha 2004, přeložil Milan Lžička.
- Guyal ze Sfere, antologie Vzdálené obzory, Laser, Plzeň 2008.

### Knihy
- Poslední hrad, Winston Smith, Praha 1992, přeložili Renáta Kubicová, Václava Baladová, Jana Mikuláštíková, Romana Prouzová, Tomáš Votava, Věra Chocholoušková a Aleš Novák. Výbor obsahuje povídky Solární plachetnice 25!!, Ullwardovo soukromí, Stanice Abercrombie, Měsíční můra a Mejdan.
- Pět zlatých kruhů, fanzin Laser číslo 20 a 21, SFK Laser Čelákovice 1990, a Laser, Plzeň 1992, přeložil Evžen Jindra.
- Učitelé draků, Laser, Plzeň 1994, přeložil Aleš Lízr.
- Lionesse, Laser, Plzeň 1995, přeložila Věroslava Ončáková.